# Софронівський провулок
Софро́нівський прову́лок — провулок у Печерському районі Києва, місцевість Звіринець. Пролягає від Болсуновської вулиці до кінця забудови.

## Історія
Провулок виник у XIX столітті під такою ж назвою (також — Сапронівський провулок), початково пролягав від Печерської вулиці до Болсуновської вулиці.
Ліквідований наприкінці 1980-х років у зв'язку зі знесенням старої забудови та переплануванням. Однак фактично ліквідований лише відтинок провулку в місці прилягання до Болсуновської вулиці, а початкова частина провулку збереглася повністю. Нині провулок фактично поглинув початкову частину зниклої Печерської вулиці (колишні будинки № 2 і 4) та зберіг свою колишню кінцеву частину, яка перпендикулярна до неї.
У середині 2010-x років провулок знову з'явився в офіційних документах міста: його було включено до офіційного довідника «Вулиці міста Києва» та містобудівного кадастру. Провулок також позначений на найновіших картах міста.